# Drymonia submarginalis
Drymonia submarginalis là một loài thực vật có hoa trong họ Tai voi. Loài này được Gómez-Laur. & Chavarría mô tả khoa học đầu tiên năm 1995.